# Ángel Campos Pámpano
Ángel Campos Pámpano (San Vicente de Alcántara, 10 de maio de 1957 — Badajoz, 25 de novembro de 2008) foi um poeta e tradutor espanhol, e defensor da cultura e literatura de Portugal.

## Biografia
Nascido no município estremenho de San Vicente de Alcántara, na província de Badajoz, estudou filologia hispânica na Universidade de Salamanca, e foi professor do ensino secundário durante vinte anos nos institutos da Estremadura e durante seis anos no Instituto Espanhol Giner de los Ríos, em Lisboa, onde regressou em 2008, por forma a permitir-lhe prosseguir a sua função na Estremadura. Deu um ímpeto às relações culturais e poéticas entre as instituições e indivíduos da região fronteiriça da Estremadura e de Portugal. Morreu a 25 de novembro de 2008 em Badajoz, após sofrer uma operação de cancro do pâncreas aos cinquenta e um anos. A sua poesia La vida de otro modo, ilustrada por Javier Fernández de Molina e prolongada pelo professor Miguel Ángel Lama, foi publicada pela editora Calambur.
Para além das suas traduções e trabalhos de agitação cultural, a sua criação poética mais importante é La ciudad blanca (1988), uma obra pioneira de poesia contemplativa, impressionista e de forte impacto do conhecimento e descoberta de Portugal, da sua língua, cultura, literatura, e especialmente a poesia. Entre as suas obras encontram-se: Siquiera este refugio (1993), La voz en espiral (1998) e La semilla en la nieve (2004), onde recebeu o Prémio Estremadura à Criação.
Traduziu para o espanhol as obras de autores da literatura portuguesa do século XX, como Fernando Pessoa, Carlos de Oliveira, António Ramos Rosa, Eugénio de Andrade e Sophia de Mello Breyner Andresen, entre outros. A sua antologia de Pessoa Un corazón de nadie, publicada pela editora Galaxia Guttenberg/Círculo de Lectores, o projetou aos círculos intelectuais nacionais e internacionais.
Fundou e dirigiu as revistas Espacio/Espaço escrito e Hablar/Falar de Poesía, que tinham como objetivo unir as culturas e literaturas espanhola, estremenha e portuguesa.
Ángel Campos presidiu a Associação de Escritores Estremenhos. Em 1992, fundou a Aula de Poesia Enrique Díez-Canedo de Badajoz na associação, que percorreu mais de cento e quinze autores, através das instituições culturais e dos institutos educacionais em toda a região.

## Prémios
- Prémio e Tradução Giovanni Pontiero, por traduzir as obras de Sophia de Mello Breyner Andresen.
- Prémio Estremadura à Criação (2005), pela obra  La semilla en la nieve.
- Prémio Eduardo Lourenço, (Guarda, Portugal), a título póstumo.[5]

## Obras
Poesias
- Materia del olvido (1986).
- La ciudad blanca (1988).
- Caligrafías (1989), com o pintor Javier Fernández de Molina.
- Siquiera este refugio (1993).
- Como el color azul de las vocales (1993).
- De Ángela (1994).
- La voz en espiral (1998).
- El cielo casi (1999).
- El cielo sobre Berlín (1999), com o pintor Luis Costillo.
- Jola (2004), bilingue e com fotografias de Antonio Covarsí.
- La semilla en la nieve (2004).

Traduções
- Fernando Pessoa, Odas/Odes de Ricardo Reis ( 1980).
- António Ramos Rosa, Ciclo del caballo (1985).
- Mário Neves, La Matanza de Badajoz (1986).
- Carlos de Oliveira, Micropaisaje (1987).
- Fernando Pessoa, El marinero ; En la floresta del enajenamiento (1988).
- Eugénio de Andrade, El otro nombre de la tierra (1989).
- António Ramos Rosa, Tres lecciones materiales (1990).
- Ruy Belo, País posible (1991).
- Al Berto, Una existencia de papel (1992).
- José Saramago, El año de 1993 (1996).
- Mário de Sá-Carneiro, La confesión de Lucio (1996).
- Fernando Pessoa, Odas de Ricardo Reis (1998).
- Fernando Pessoa, Poesías completas de Alberto Caeiro (1997).
- Fernando Pessoa, Odas de Ricardo Reis (1999).
- Eugénio de Andrade, La sal de la lengua (1999).
- Fernando Pessoa, Un corazón de nadie : antología poética (1913-1935) (2001 e 2004).
- Eugénio de Andrade, Todo el oro del día (2004).
- Eugénio de Andrade, Materia solar y otros libros : obra selecta (1980-2002) (2004).
- Sophia de Mello Breyner Andresen, Nocturno mediodía : antología poética (1944-2001) (2004).

Antologias
- Abierto al aire. Antología de poetas extremeños (1971-1984) (1985), com Álvaro Valverde.
- Los nombres del mar. Poesía portuguesa 1974-1984. (1985)